# بيلة البلورات
بيلة البلورات أو البول البلوري أو زيادة بلورات البول (بالإنجليزية: Crystalluria)‏ هو مُصطلح يشير إلى البول العَكر بسبب وجود بلورات في البول عند إجراء اختبار البول، وتعتبر بيلة البلورات من الحالات المرضية الحميدة وواحدة من الآثار الجانبية للسلفوناميد والبنسلين.

## الأهمية السريرية
قد تكون بيلة البلورات مؤشراً على وجود حصوات كلوية. قد تكون بيلة البلورات مصحوبة ببيلة سيستينية، والتي قد تؤدي إلى تكون الحصوات.